# Aphonopelma breenei
Aphonopelma breenei är en spindelart som beskrevs av Smith 1995. Aphonopelma breenei ingår i släktet Aphonopelma och familjen fågelspindlar. Inga underarter finns listade i Catalogue of Life.